# وداد بلدية مفتاح
وداد بلدية مفتاح (بالفرنسية: Widad Baladiat Meftah)‏ هو نادٍ رياضيٌّ جزائريٌّ لكرة القدم تأسس عام 1948م.

## وصلات خارجية
- الرابطة الجزائرية المحترفة الأولى ،والثانية ، لكرة القدم